# Dave Andreychuk
David John Andreychuk, född 29 september 1963 i Hamilton, Ontario, är en kanadensisk före detta professionell ishockeyspelare i NHL.
Under sin karriär hann Andreychuk spela för Buffalo Sabres, Toronto Maple Leafs, New Jersey Devils, Boston Bruins, Colorado Avalanche och Tampa Bay Lightning.
Andreychuk gick som 16:e spelare totalt i NHL-draften 1982. Sedan dess har han säsong efter säsong visat prov på sitt stora hockeykunnande. Hans bästa säsonger poängmässigt var 1992–93 då han gjorde 54 mål, 45 assist och 99 poäng på 83 matcher för Buffalo Sabres och Toronto Maple Leafs och 1993–94 då han gjorde 53 mål, 46 assist och 99 poäng på 83 matcher för Toronto Maple Leafs.
Totalt blev det hela 640 mål, 698 assist och 1338 poäng på 1639 matcher i NHL för Andreychuk.
Säsongen 2003–04 vann han sin första Stanley Cup med Tampa Bay Lightning.
Andreychuk tvingades lägga av i januari 2006 när inte Tampa Bay ville behålla honom. Ingen annan klubb visade intresse för honom.

## Meriter
- Stanley Cup 2004
- I december 2011 låg han på 6:e plats i antalet spelade matcher (1639), 13:e plats i antalet gjorda mål (640) och på delad 28:e plats i antalet poäng (1338) i NHL genom tiderna.
- Innehar rekordet för flest mål i powerplay i NHL genom tiderna med 270 mål.
- Spelade All-Star match 1990 och 1994

## Statistik

### Klubbkarriär
| 1980–81    | Oshawa Generals     | OHL        | 67   | 22  | 22  | 44   | 80   | 10  | 3  | 2  | 5  | 20  |
| 1981–82    | Oshawa Generals     | OHL        | 67   | 57  | 43  | 100  | 71   | 3   | 1  | 4  | 5  | 16  |
| 1982–83    | Oshawa Generals     | OHL        | 14   | 8   | 24  | 32   | 6    | —   | —  | —  | —  | —   |
| 1982–83    | Buffalo Sabres      | NHL        | 43   | 14  | 23  | 37   | 16   | 4   | 1  | 0  | 1  | 4   |
| 1983–84    | Buffalo Sabres      | NHL        | 73   | 38  | 42  | 80   | 42   | 2   | 0  | 1  | 1  | 2   |
| 1984–85    | Buffalo Sabres      | NHL        | 64   | 31  | 30  | 61   | 54   | 5   | 4  | 2  | 6  | 4   |
| 1985–86    | Buffalo Sabres      | NHL        | 80   | 36  | 51  | 87   | 61   | —   | —  | —  | —  | —   |
| 1986–87    | Buffalo Sabres      | NHL        | 77   | 25  | 48  | 73   | 46   | —   | —  | —  | —  | —   |
| 1987–88    | Buffalo Sabres      | NHL        | 80   | 30  | 48  | 78   | 112  | 6   | 2  | 4  | 6  | 0   |
| 1988–89    | Buffalo Sabres      | NHL        | 56   | 28  | 24  | 52   | 40   | 5   | 0  | 3  | 3  | 0   |
| 1989–90    | Buffalo Sabres      | NHL        | 73   | 40  | 42  | 82   | 42   | 6   | 2  | 5  | 7  | 2   |
| 1990–91    | Buffalo Sabres      | NHL        | 80   | 36  | 33  | 69   | 32   | 6   | 2  | 2  | 4  | 8   |
| 1991–92    | Buffalo Sabres      | NHL        | 80   | 41  | 50  | 91   | 71   | 7   | 1  | 3  | 4  | 12  |
| 1992–93    | Buffalo Sabres      | NHL        | 52   | 29  | 32  | 61   | 48   | 4   | 1  | 0  | 1  | 2   |
|            | Toronto Maple Leafs | NHL        | 31   | 25  | 13  | 38   | 8    | 21  | 12 | 7  | 19 | 35  |
| 1993–94    | Toronto Maple Leafs | NHL        | 83   | 53  | 46  | 99   | 98   | 18  | 5  | 5  | 10 | 16  |
| 1994–95    | Toronto Maple Leafs | NHL        | 48   | 22  | 16  | 38   | 34   | 7   | 3  | 2  | 5  | 25  |
| 1995–96    | Toronto Maple Leafs | NHL        | 61   | 20  | 24  | 44   | 54   | —   | —  | —  | —  | —   |
|            | New Jersey Devils   | NHL        | 15   | 8   | 5   | 13   | 10   | —   | —  | —  | —  | —   |
| 1996–97    | New Jersey Devils   | NHL        | 82   | 27  | 34  | 61   | 48   | 1   | 0  | 0  | 0  | 0   |
| 1997–98    | New Jersey Devils   | NHL        | 75   | 14  | 34  | 48   | 26   | 6   | 1  | 0  | 1  | 4   |
| 1998–99    | New Jersey Devils   | NHL        | 52   | 15  | 13  | 28   | 20   | 4   | 2  | 0  | 2  | 4   |
| 1999–00    | Boston Bruins       | NHL        | 63   | 19  | 14  | 33   | 28   | —   | —  | —  | —  | —   |
|            | Colorado Avalanche  | NHL        | 14   | 1   | 2   | 3    | 2    | 17  | 3  | 2  | 5  | 18  |
| 2000–01    | Buffalo Sabres      | NHL        | 74   | 20  | 13  | 33   | 32   | 13  | 1  | 2  | 3  | 4   |
| 2001–02    | Tampa Bay Lightning | NHL        | 82   | 21  | 17  | 38   | 109  | —   | —  | —  | —  | —   |
| 2002–03    | Tampa Bay Lightning | NHL        | 72   | 20  | 14  | 34   | 34   | 11  | 3  | 3  | 6  | 10  |
| 2003–04    | Tampa Bay Lightning | NHL        | 82   | 21  | 18  | 39   | 42   | 23  | 1  | 13 | 14 | 14  |
| 2005–06    | Tampa Bay Lightning | NHL        | 42   | 6   | 12  | 18   | 16   | —   | —  | —  | —  | —   |
| OHL totalt | OHL totalt          | OHL totalt | 148  | 87  | 89  | 176  | 157  | 13  | 4  | 6  | 10 | 36  |
| NHL totalt | NHL totalt          | NHL totalt | 1639 | 640 | 698 | 1338 | 1125 | 162 | 43 | 54 | 97 | 162 |